# 팰컨 9 풀 스러스트

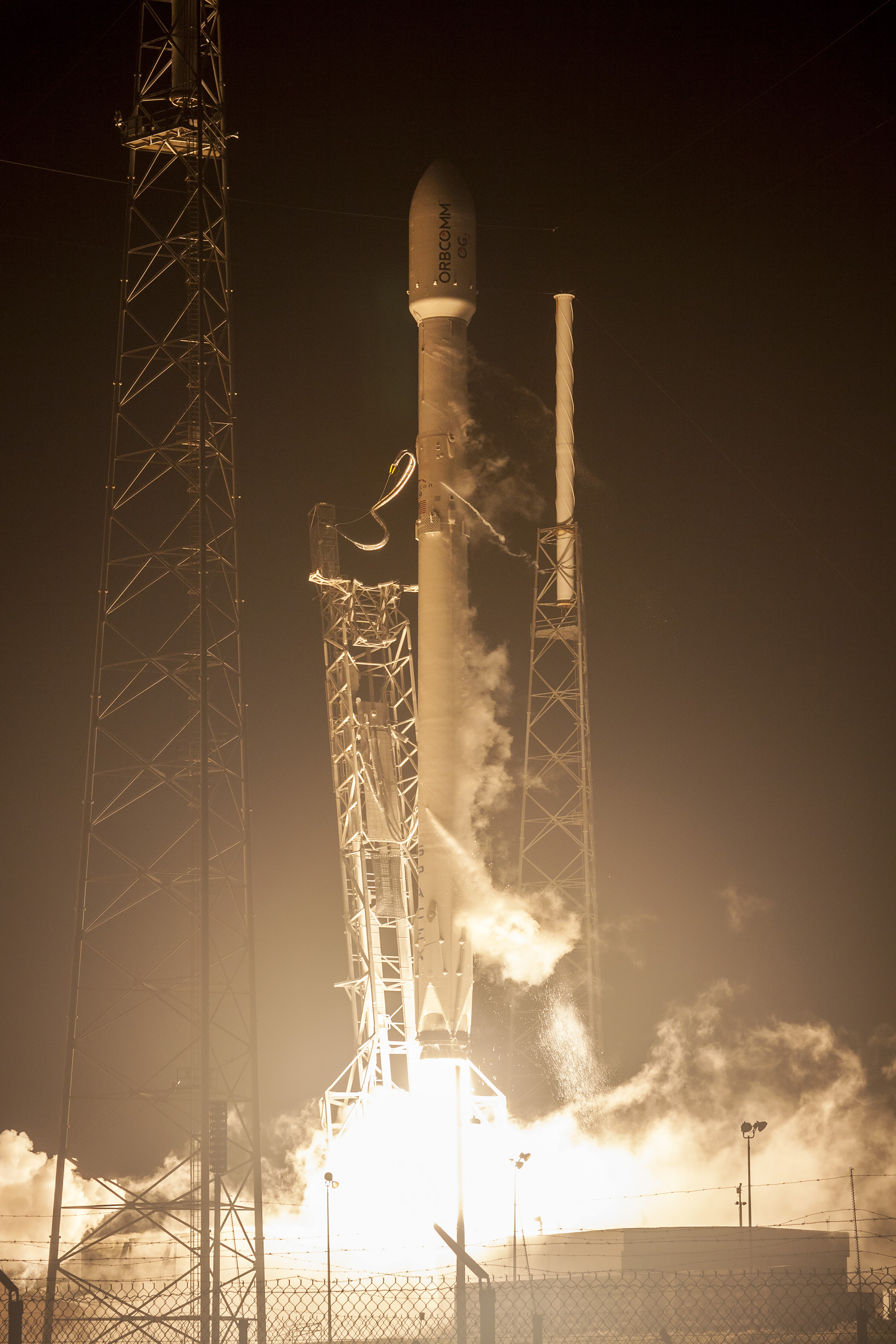

팰컨 9 풀 스러스트(Falcon 9 Full Thrust) 또는 팰컨 9 v1.2(Falcon 9 v1.2, 변형 Block 1~Block 5 포함)는 스페이스X에서 설계 및 제조한 부분적으로 재사용 가능한 중형 리프트 발사체이다. 2014~2015년에 처음 설계되었으며 2015년 12월 첫 발사 작업을 시작했다. 2024년 4월 11일 기준 팰컨 9 풀 스러스트는 실패 없이 302번의 발사를 수행했다. 신뢰도에 대한 라플라스점 추정에 기초하여 이 로켓은 작동 중인 궤도 발사체 중 가장 신뢰할 수 있는 것이다.
2015년 12월 22일, 팰컨 9 계열의 풀 스러스트 버전은 궤도 궤도에서 1단계를 성공적으로 수직 착륙시킨 최초의 발사체였다. 착륙은 2013년부터 2015년까지 실시된 기술 개발 프로그램을 따랐다. 착륙 다리와 같은 필수 기술 발전 중 일부는 팰컨 9 v1.1 버전에서 개척되었지만 해당 버전은 그대로 착륙하지 못했다. 2017년부터 이전에 비행한 1단계 부스터를 재사용하여 새로운 페이로드를 궤도에 발사했다. 이는 2018년과 2019년에 모든 팰컨 9 비행의 절반 이상이 부스터를 재사용하면서 빠르게 일상화되었다. 2020년에는 재사용된 부스터의 비율이 81%로 증가했다.
팰컨 9 풀 스러스트는 2016년 1월 마지막 임무를 수행한 이전 팰컨 9 v1.1 로켓에 비해 상당한 업그레이드이다. 업그레이드된 1단계 및 2단계 엔진, 더 큰 2단계 추진제 탱크, 추진제 밀도를 갖춘 차량은 정지 궤도까지 상당한 탑재량을 운반하고 복구를 위한 추진 착륙을 수행할 수 있다.